# Böttingen (Gundelsheim)

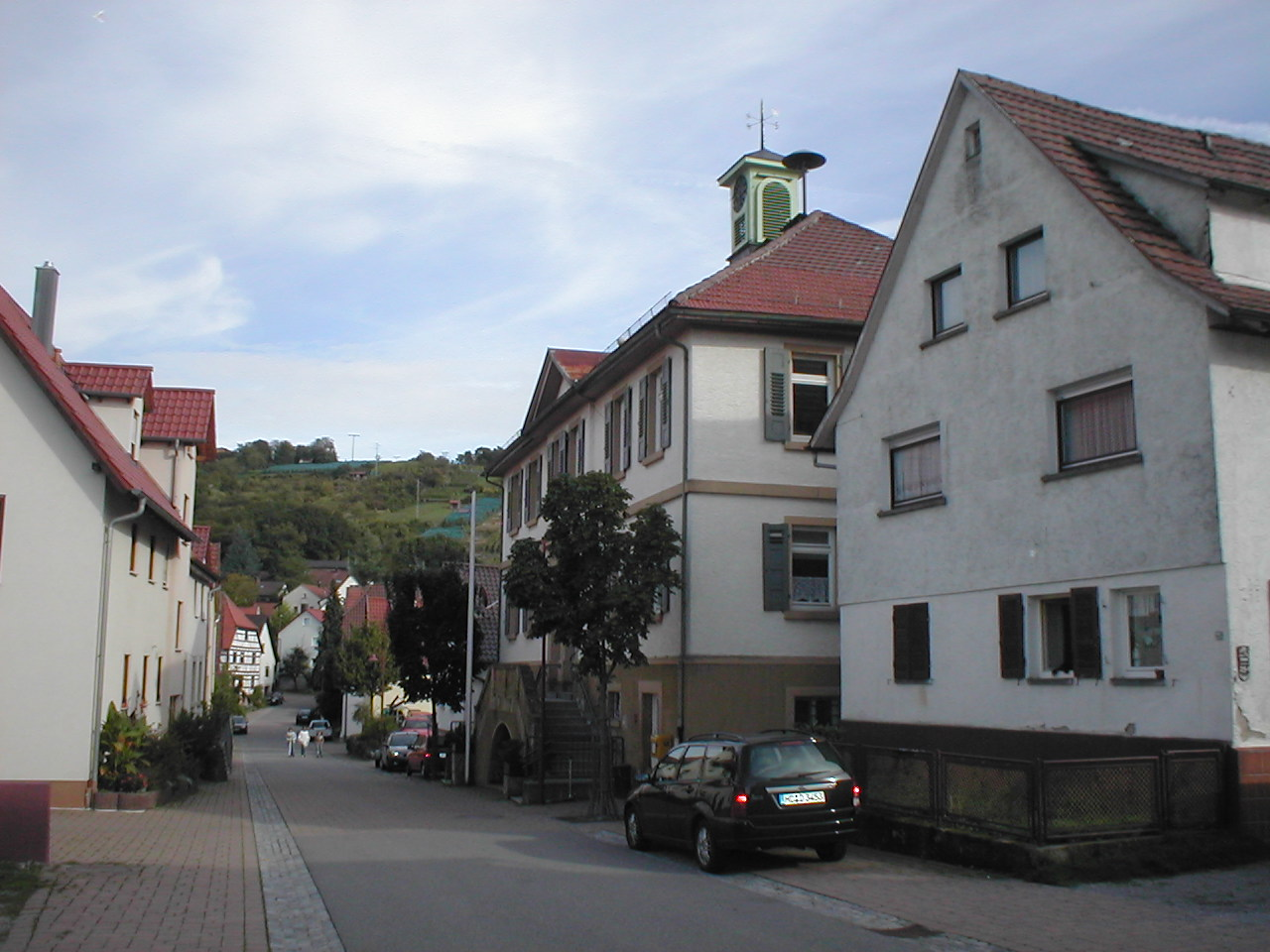
Ortsmitte von Böttingen

Böttingen ist ein Dorf im Landkreis Heilbronn in Baden-Württemberg, das seit 1938 nach Gundelsheim eingemeindet ist.

## Geografie
Böttingen liegt im nördlichen Baden-Württemberg an einer Schleife des Neckars bei Gundelsheim. In Böttingen befindet sich der tiefste Punkt des Landkreises Heilbronn mit 142 m über NN. Die Flussaue des Neckars zwischen Böttingen und Haßmersheim wird im Volksmund „Böttinger Loch“ genannt. Zur Gemarkung des Ortes gehört jedoch auch der östlich des Ortes liegende und rund 240 m über NN gelegene Michaelsberg. Etwa 200 m nordwestlich von Böttingen liegen zwei Baggerseen, deren größerer eine direkte Verbindung zum Neckar hat und vom Sportanglerverein Gundelsheim gepachtet ist. Er hat eine Wassertiefe von durchschnittlich etwa 2,5 m und weist eine Fläche von 3,5 Hektar auf.

## Geschichte
Bereits 771 wurde Böttingen im Lorscher Codex anlässlich einer Schenkung von Gütern sowie einer Kapelle (dem Vorgängerbau der Michaelskapelle) durch den Priester Gotefrit an das Kloster Lorsch erstmals urkundlich erwähnt. Weitere Böttinger Schenkungen an Lorsch erfolgten 774 und 798. Die Besiedlung des Ortes reicht jedoch mindestens bis in die Zeit der Römer zurück, da aus römischer Zeit der Opferstein in der Michaelskapelle sowie eine 1952 aufgefundene Jupitergigantensäule datieren.
Verschiedene im 13. und 14. Jahrhundert in Urkunden auftretende Ritter von Bottingen, Buttingen oder Bettingen könnten einer Familie entstammen, die einst den Ortsadel des Ortes bildete. Wie Gundelsheim gehörte Böttingen im frühen 13. Jahrhundert Konrad von Horneck, der seine Besitztümer um 1250 der Kommende Horneck des Deutschen Ordens schenkte, in deren Besitz der Ort bis zur Mediatisierung verblieb.
1806 kam Böttingen wie alle Gemeinden der Kommende zu Württemberg und gehörte dort als selbstständiger Ort zum Oberamt Neckarsulm. 1824 wurde die Ortsmitte beim Neckarhochwasser meterhoch überflutet.
Bei der Auflösung des Oberamts Neckarsulm 1938 wurde Böttingen nach Gundelsheim eingemeindet und gehört seitdem dem Landkreis Heilbronn an.

## Sehenswürdigkeiten

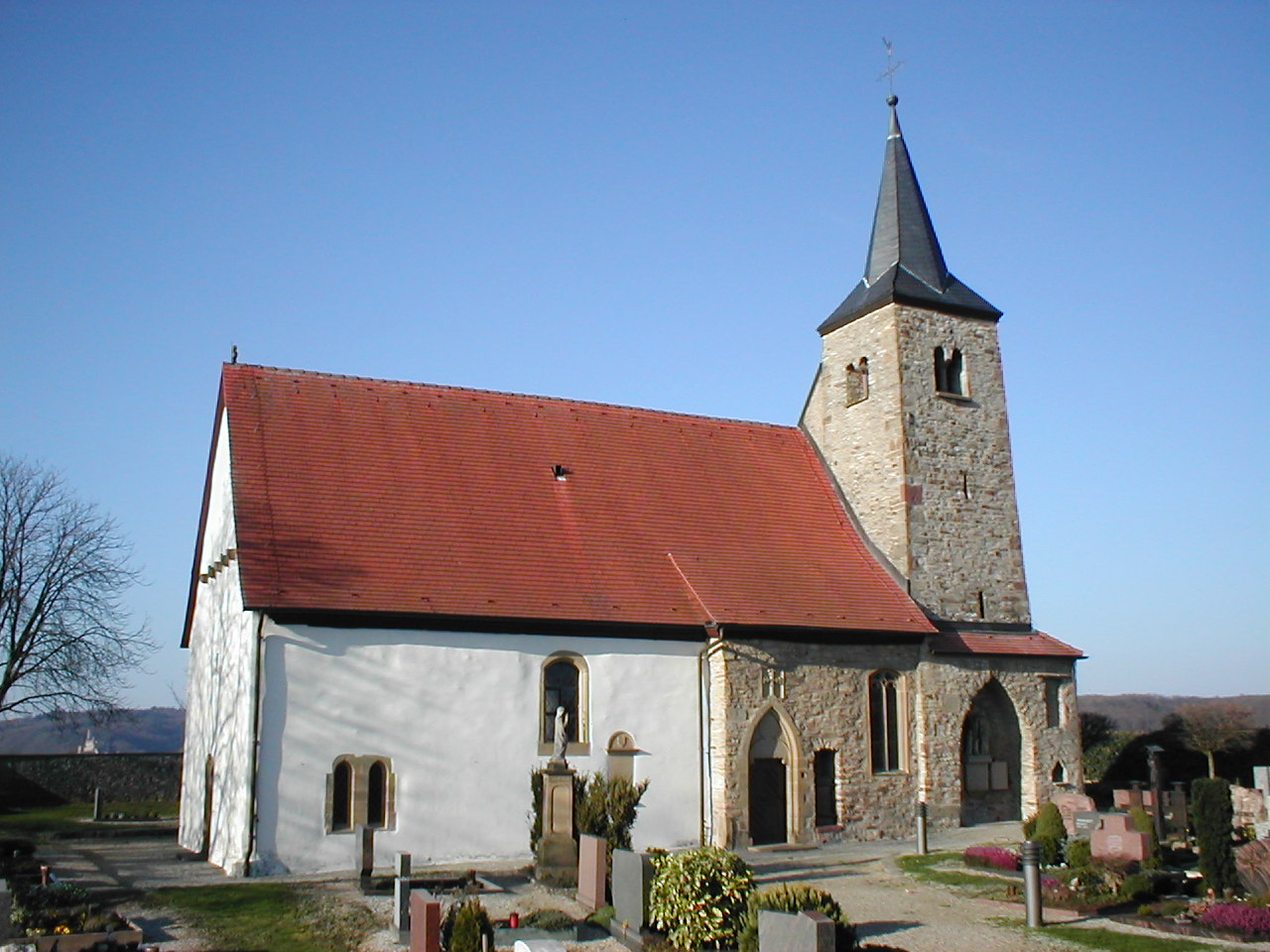
Michaelskapelle auf dem Michaelsberg

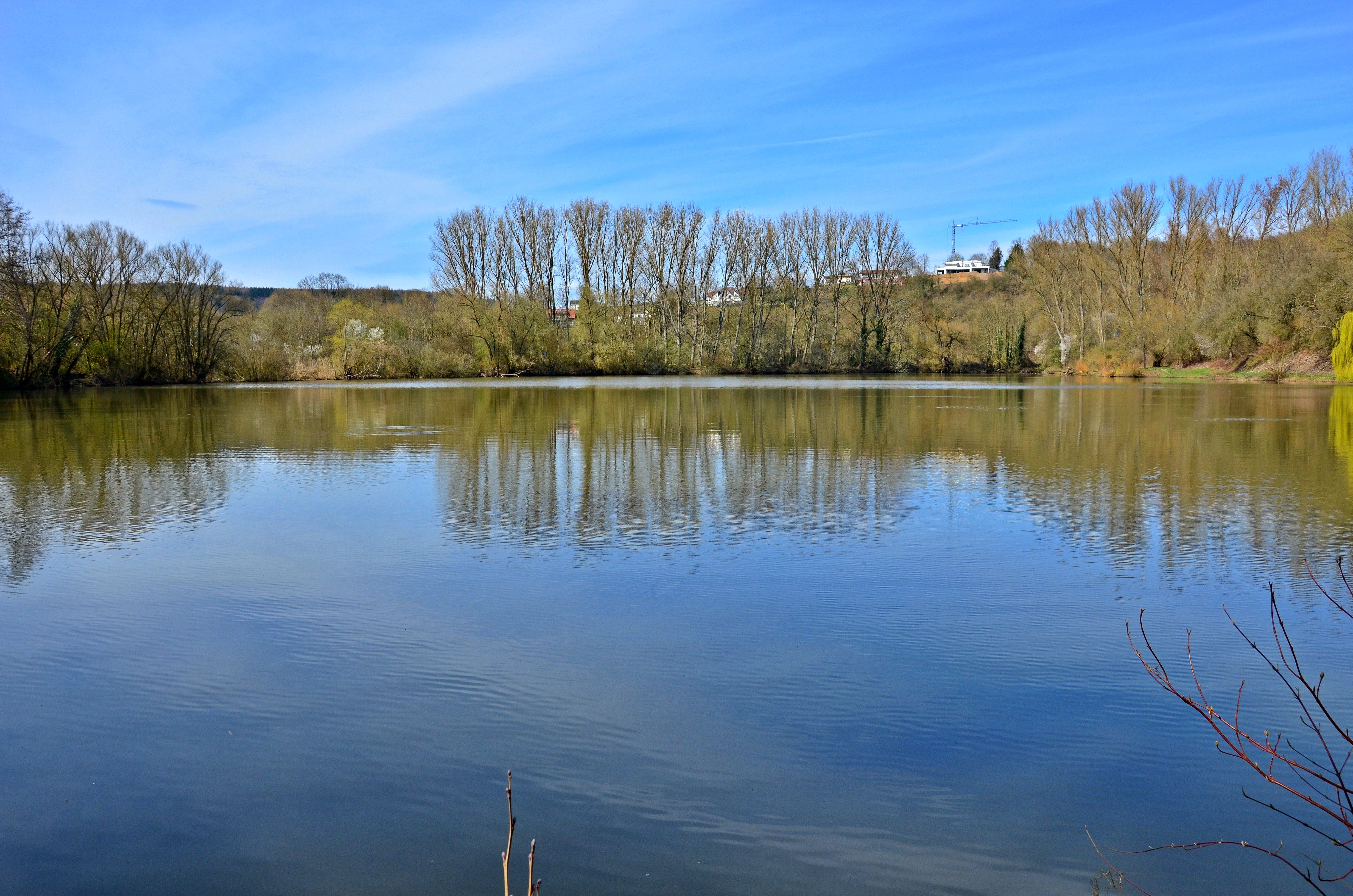
Böttinger See

- Die Michaelskapelle auf dem Michaelsberg ist einer der ältesten Kirchenbauten der Region.
- Markante historische Gebäude in Böttingen sind die Alte Kelter von 1751 sowie das alte Schul- und Rathaus von 1842. Eine Hochwassermarke beim Rathaus erinnert an das Jahrhunderthochwasser vom 30. Oktober 1824.
- In der Ortsmitte sind einige historische Fachwerkbauten erhalten.

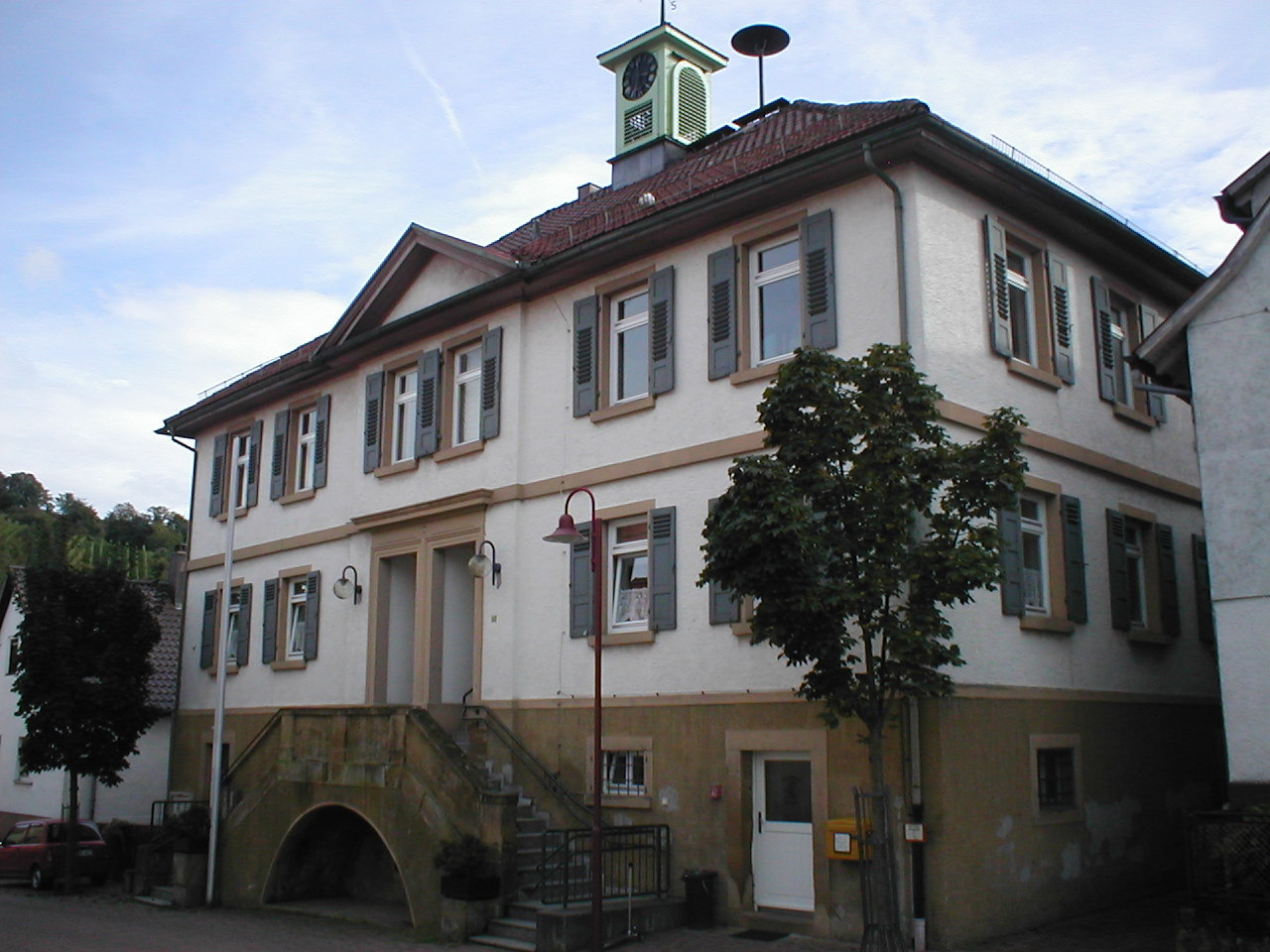
Rathaus
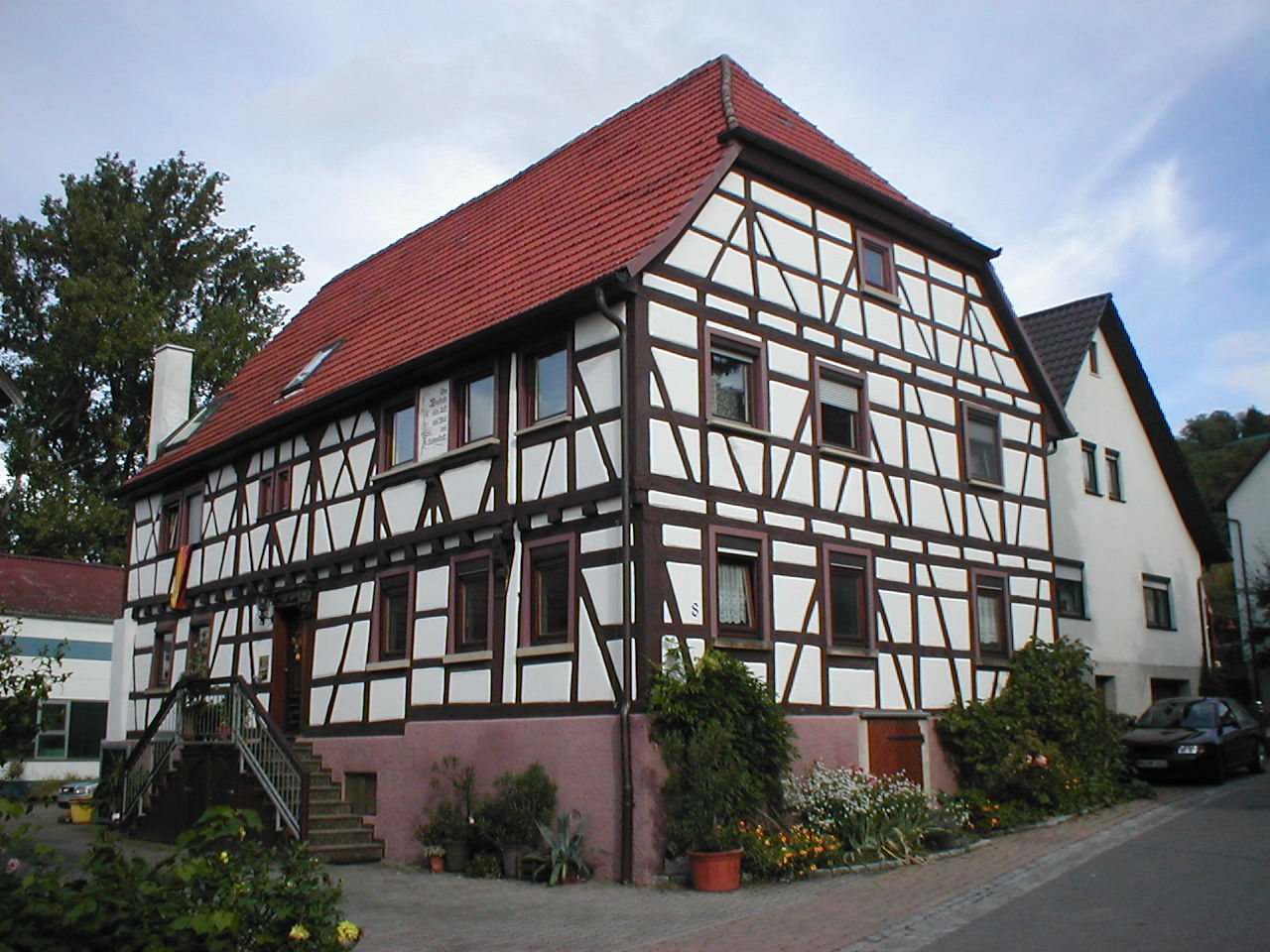
Hist. Fachwerkgebäude
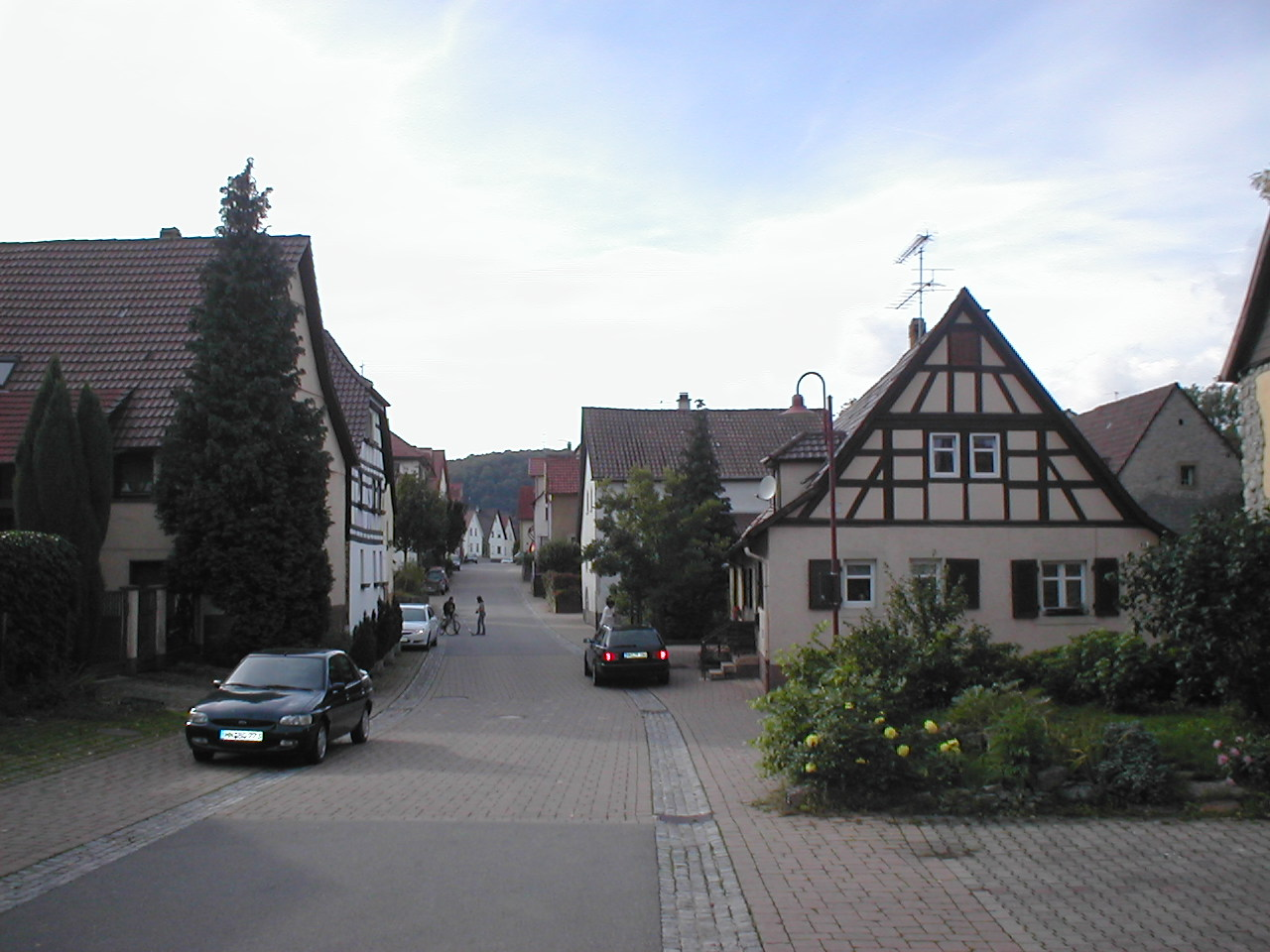
Hochwassermarke 1824